# Yves-Marie Dubigeon
Pour les autres membres de la famille, voir Famille Dubigeon.
Yves-Marie Dubigeon, né le 2 mai 1927 à Nantes dans le département de la Loire-Atlantique et mort le 24 juin 2007 à Nantes, est un évêque catholique français, évêque de Séez de 1986 à 2002.

## Biographie
Fils de Raymond Dubigeon, ingénieur, et d'Anne Lamey, Yves-Marie Dubigeon est l'arrière petit-fils d'Adolphe Dubigeon (1842-1910).

### Formation
Après des études secondaires à l'externat des Enfants-Nantais, puis en classes préparatoires à Saint-Cyr au Lycée Georges-Clemenceau à Nantes, Yves-Marie Dubigeon commence sa formation sacerdotale au Séminaire Saint-Sulpice, puis à l'Institut catholique de Paris et la poursuit à Rome à l'Université de l'Angelicum où il obtient un doctorat de théologie, avec une recherche sur Saint François de Sales.
Il est ordonné prêtre le 29 juin 1953 pour le diocèse de Nantes.

### Principaux ministères
Le père Yves-Marie Dubigeon est aumônier des classes préparatoires nantaises de 1955 à 1960, avant d'être responsable de l'aumônerie du lycée Gabriel-Guist'hau de Nantes, puis vicaire de la cathédrale de Nantes entre 1969 et 1974, et curé de la paroisse Saint-Denis à Mauves-sur-Loire entre 1974 et 1986, date à laquelle il est sacré évêque de Séez.
En 1995, Yves-Marie Dubigeon fait appel à la communauté Saint-Martin pour assurer l'animation pastorale du sanctuaire de Notre-Dame de Montligeon, sous la direction d'André Lecoq, puis de l'abbé Gilbert Delange. En 2001, il nomme recteur un membre de la communauté, l'abbé Paul Préaux.

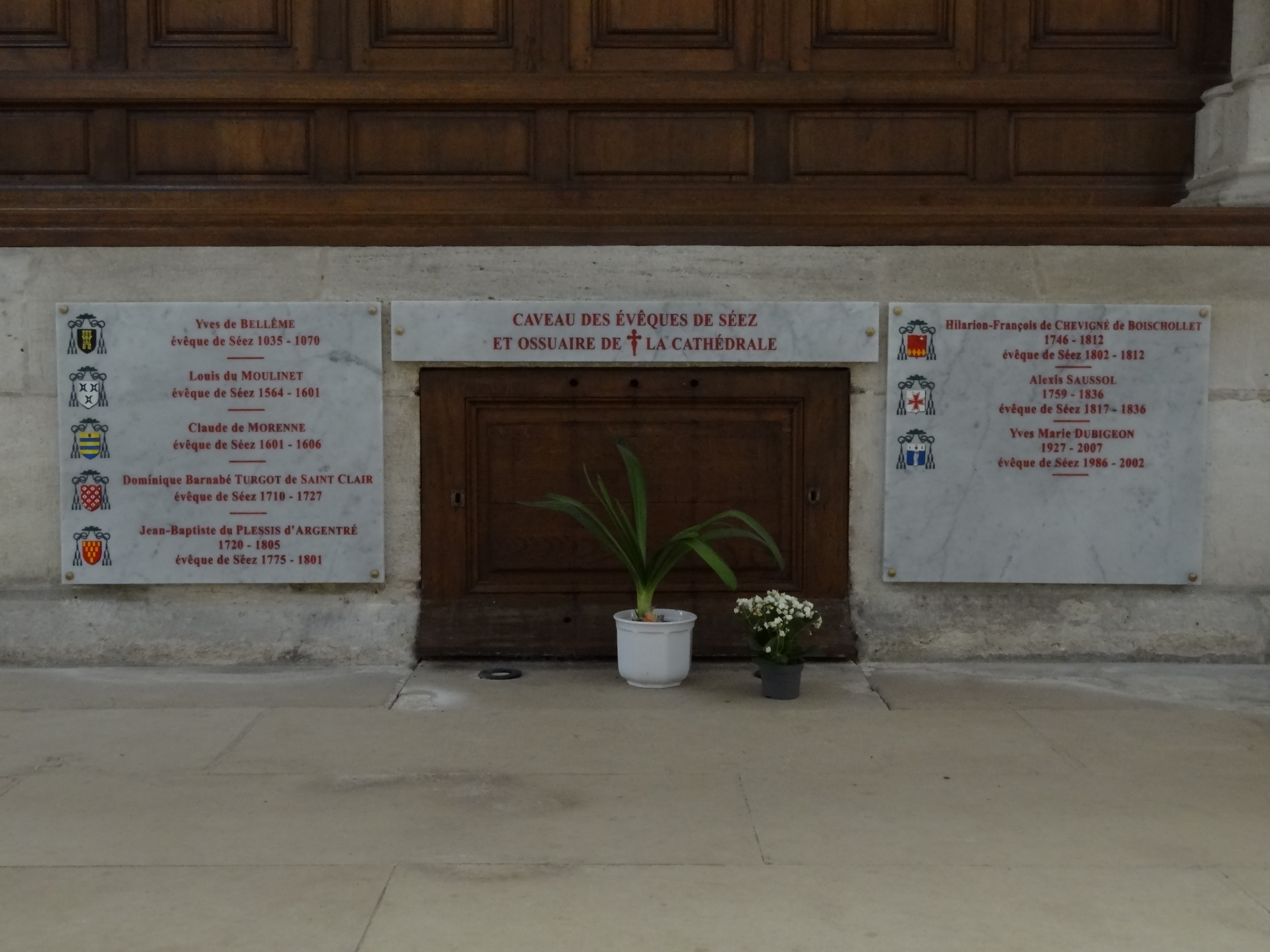
Vue de l'entrée du caveau des évêques de Séez dans la cathédrale Notre-Dame de Sées (Orne).

Yves-Marie Dubigeon meurt dans sa ville natale en 2007 à l'âge de 80 ans et est inhumé dans le caveau des évêques sous le chœur de la cathédrale de Sées.

## Œuvres
- 1979 C'est le Seigneur (Éditions CLD)
- 1988 L'évêque et l'unité du presbyterum